# Lecanora tenera
Lecanora tenera är en lavart som först beskrevs av William Nylander och som fick sitt nu gällande namn av James Mascall   Morrison Crombie. 
Lecanora tenera ingår i släktet Lecanora och familjen Lecanoraceae. Inga underarter finns listade i Catalogue of Life.